# Murtalbahn

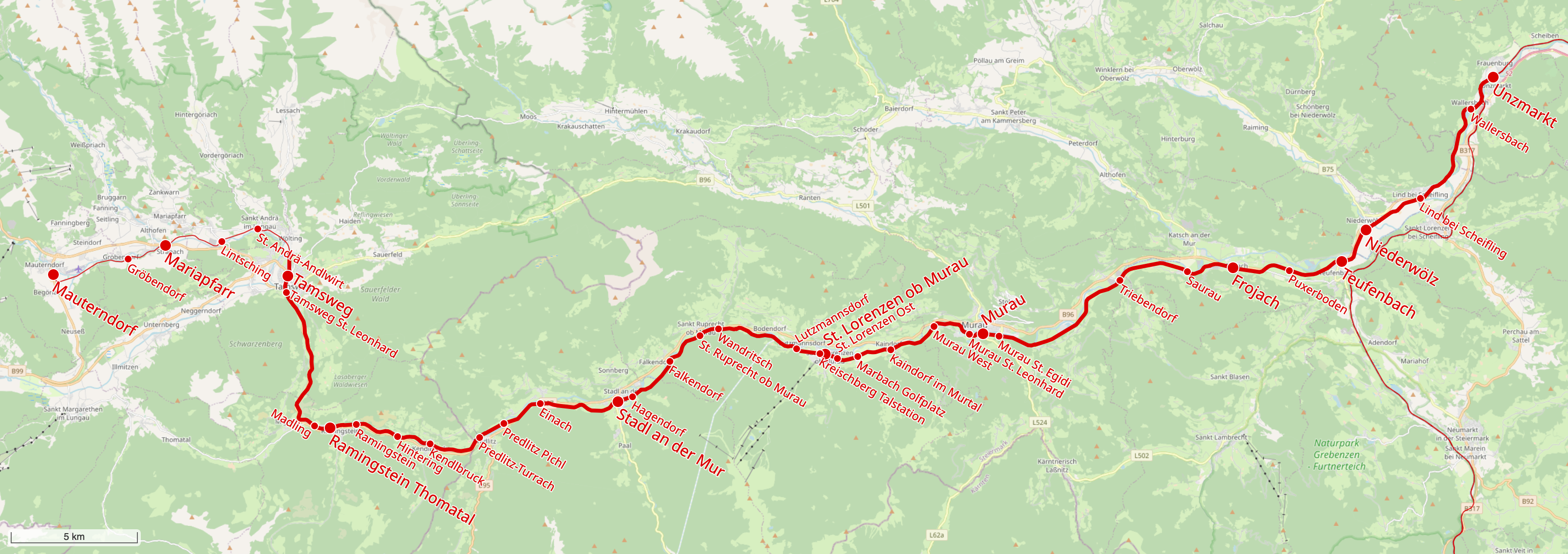
Karta

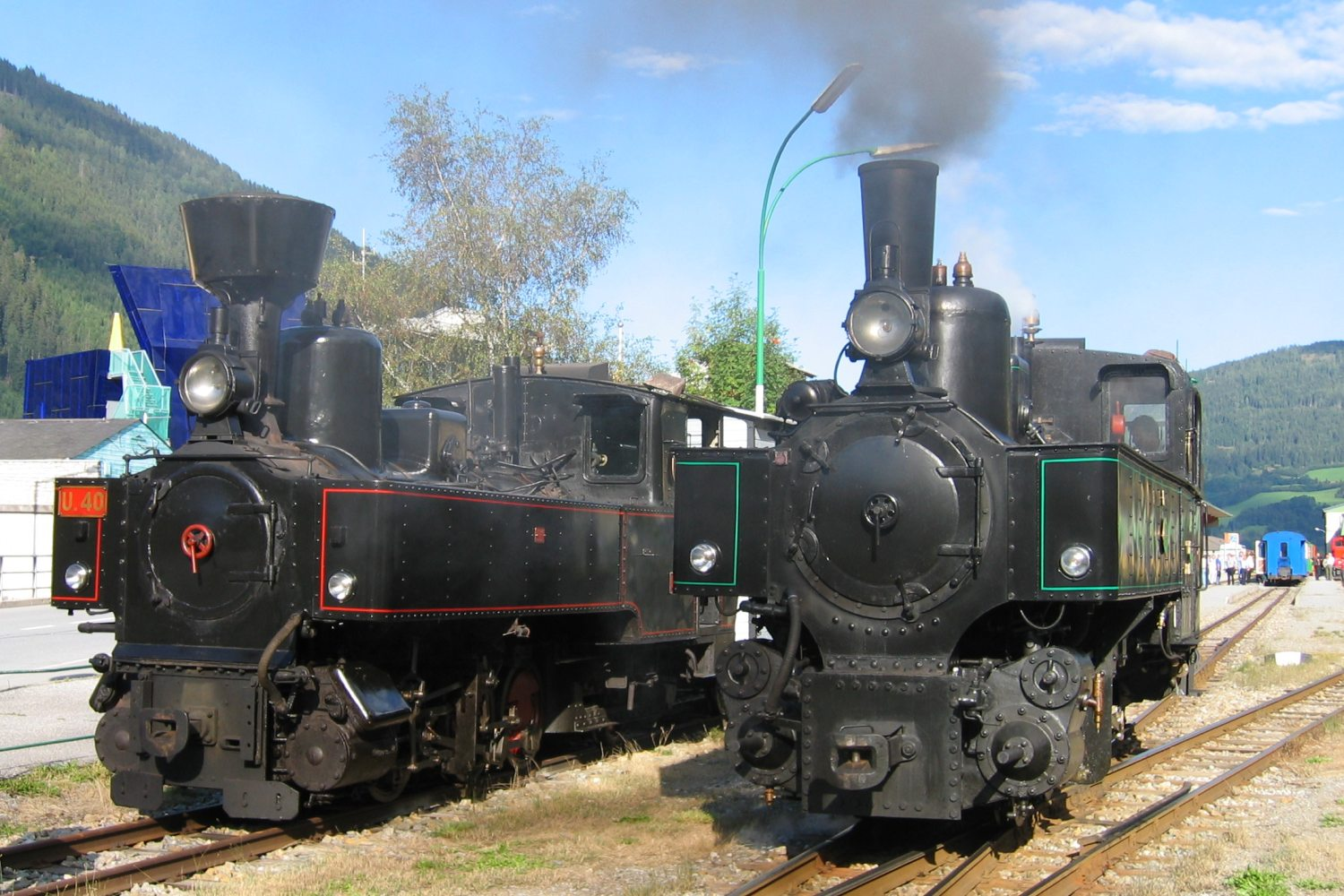
Wiener Neustädter Lokomotivfabrik U40 och Krauss Linz Bh.1 på Muraus station. Det senare tillverkades ursprungligen för Mariazellerbahn.

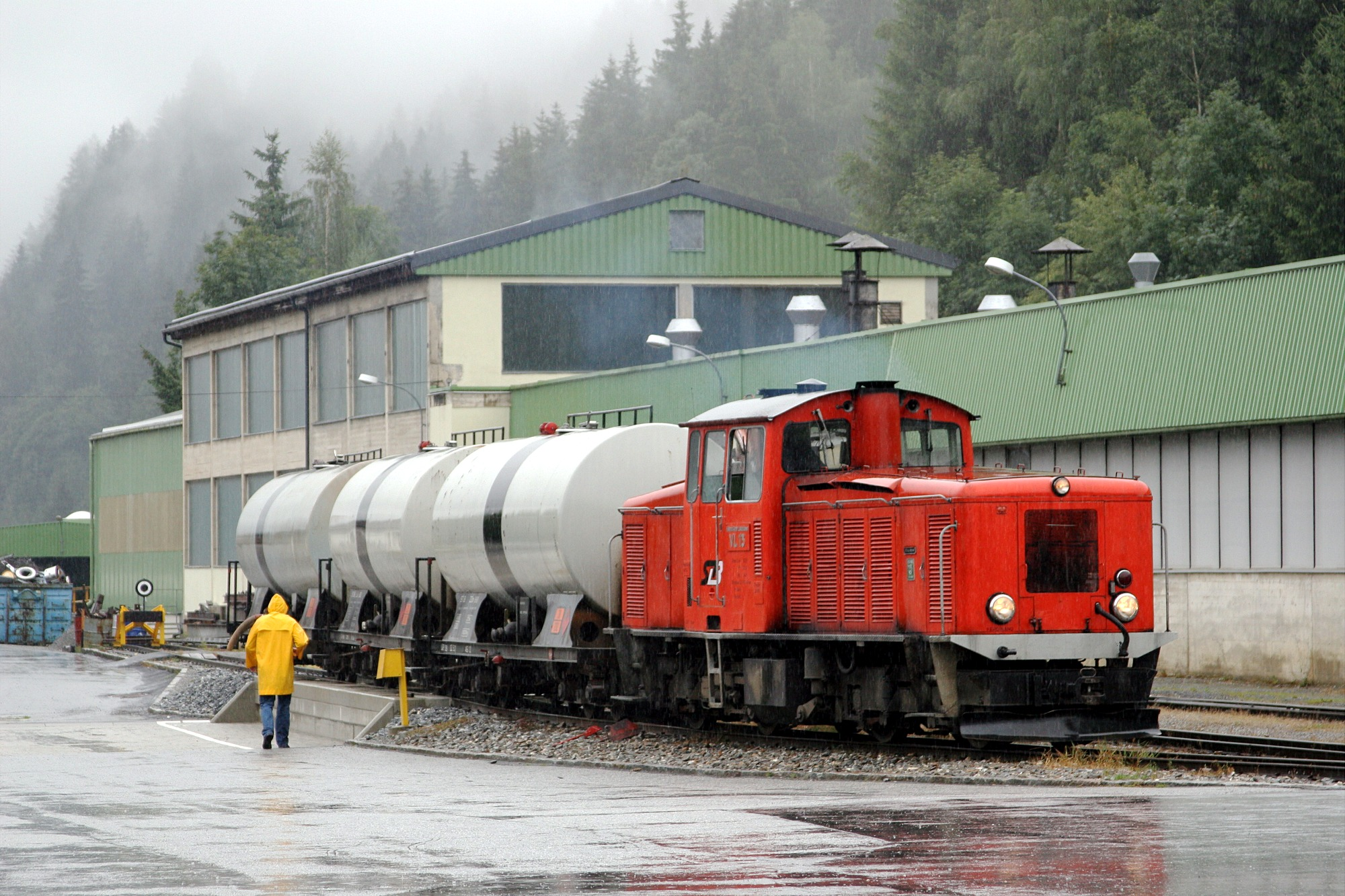
Diesellokomotivet Oesterreichisch-Alpine Montangesellschaft/Brown-Boveri VL13 i Murau, 2006

Murtalbahn är en smalspårig järnväg med 760 mm spårvidd (huvudsakligen) i förbundslandet Steiermark i Österrike. Banan går genom floden Murs dalgång mellan Unzmarkt och Tamsweg via Murau. 
Järnvägen drivs av Steiermärkische Landesbahnen, som ägs av förbundslandet Steiermark. 
Med ett spårnät på 76,1 kilometer är banan den fjärde längsta smalspårsbanan i Österrike. 

## Historik
Bansträckan mellan Unzmarkt och Mauterndorf öppnades 1894.
År 1973 upphörde reguljär passagerartrafik på bansträckan Tamsweg–Mauterndorf. Den har därefter trafikerats som museijärnväg av föreningen "Club 760-Verein der Freunde der Murtalbahn" under namnet Taurachbahn.
Murtalbahns veteranlok Bh1, som tillverkades av Lokomotivfabrik Krauss & Comp. Linz 1905, var Österrikes första ånglok med överhettare och är det äldsta bevarade ångloket i världen med överhettare. Andra äldre lok byggdes som våtlok.

## Drift
Från 1981 sattes fem dieselelektriska rälsbussar in. Sommartid kör under veckoslut tåg som dras av ånglok mellan Murau och Tamsweg. 
Det går godståg på banan efter dieselloken VL 14 och VL 15, tillverkade av Ömag 1966. Framför allt fraktas trä och petroleum.

## Murtalbanans museum
Det finns ett järnvägsmuseum i lokomotivstallet på Frojach Katschtals station, vilket drivs av "Club 760-Verein der Freunde der Murtalbahn".

## Fordon
| Nummer            | Tillverk- ningsår | Tillverkare                                            | Axelföljd |
| ----------------- | ----------------- | ------------------------------------------------------ | --------- |
| Ånglokomotiv      |                   |                                                        |           |
| Stainz 2          | 1892              | Lokomotivfabrik Krauss & Comp. Linz                    | 0-4-0T    |
| U 11              | 1894              | Krauss Linz                                            | 0-6-2T    |
| Bh1               | 1905              | Krauss Linz                                            | 0-6-2T    |
| U 40              | 1908              | Wiener Neustädter Lokomotivfabrik                      | 0-6-2T    |
| U 43              | 1913              | Krauss Linz                                            | 0-6-2T    |
| Diesellokomotiv   |                   |                                                        |           |
| VL 5              | 1938              | Demag                                                  | B         |
| VL 6              | 1959              | Orenstein & Koppel                                     | B         |
| VL 7              | 1940              | Gmeinder                                               | B         |
| VL 12             | 1966              | Oesterreichisch-Alpine Montangesellschaft/Brown Boveri | B-B       |
| VL 13             | 1967              | Ömsg/Brown Boveri                                      | B-B       |
| VL 16             | 1967              | Ömag/Brown Noveri                                      | B-B       |
| Dieselmotorvagnar |                   |                                                        |           |
| VT 31             | 1980              | Franz Knorz KG                                         |           |
| VT 32             | 1981              | Franz Knotz                                            |           |
| VT 33             | 1981              | Franz Knotz                                            |           |
| VT 34             | 1981              | Franz Nnotz                                            |           |
| VT 35             | 1998              | Jenbacher Werke                                        |           |

## Bildgalleri

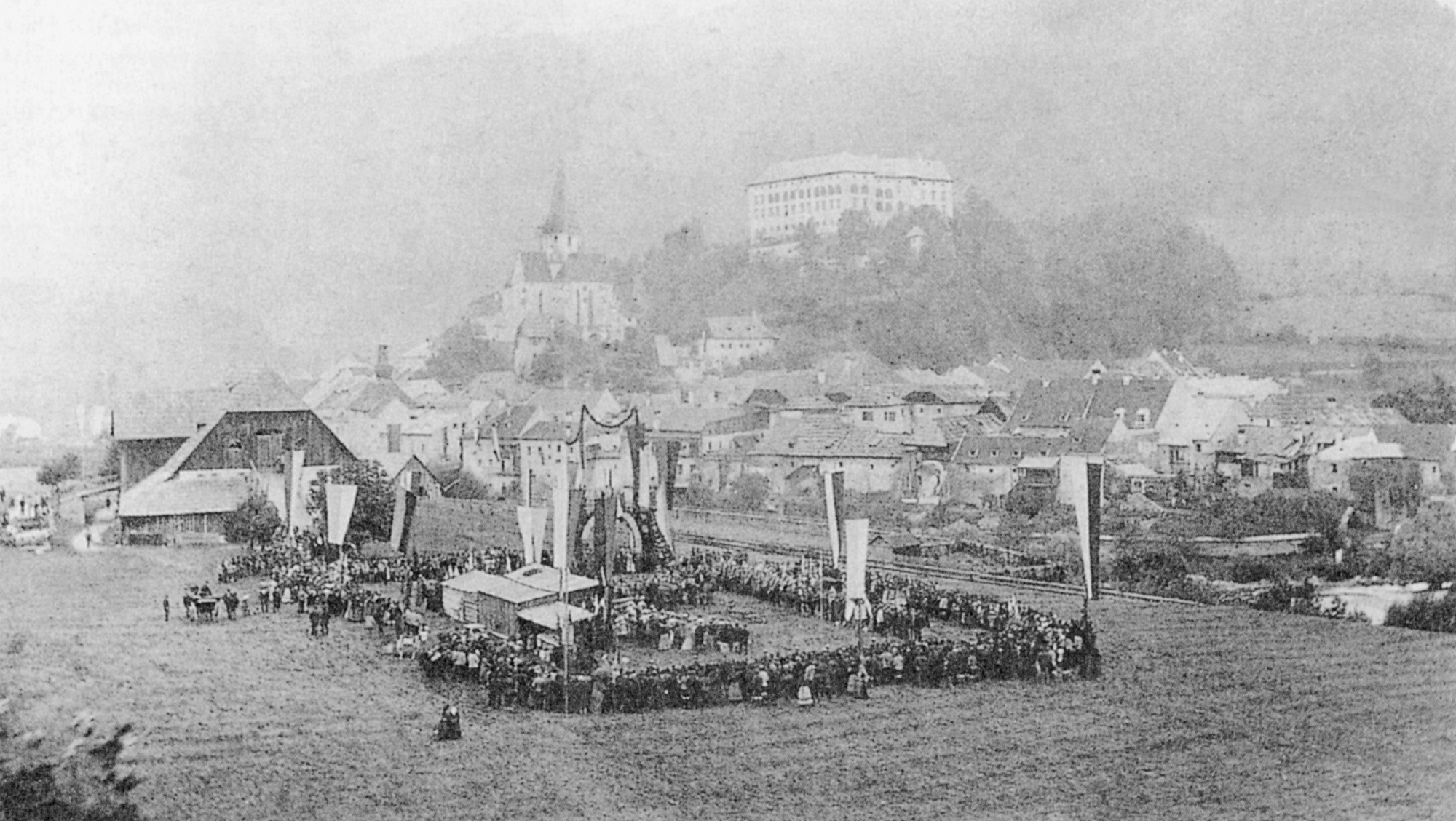
Ceremoni för grundstensläggande i Murau, 1883
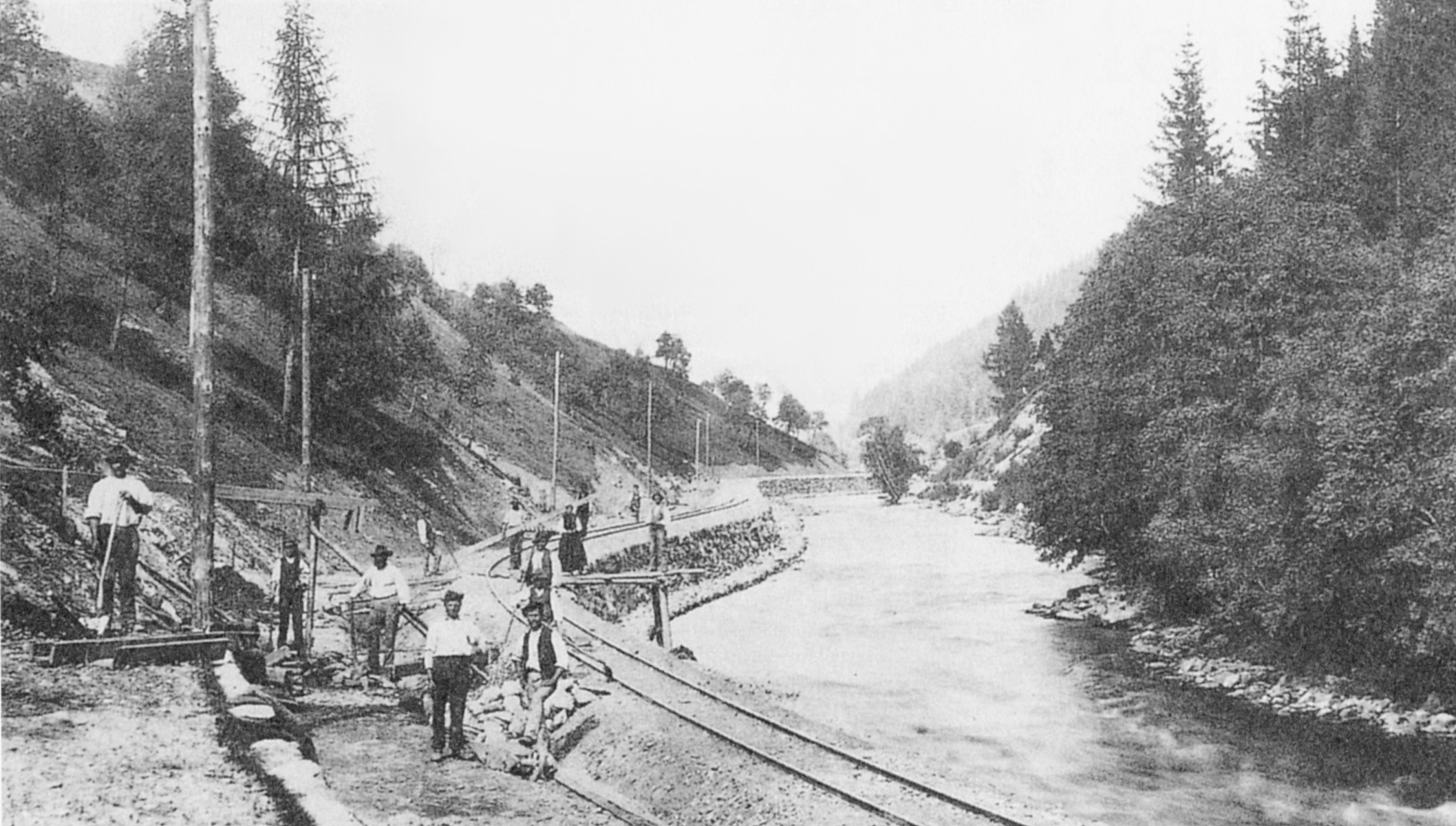
Anläggningsarbete mellan Madling och Tamsweg 1894
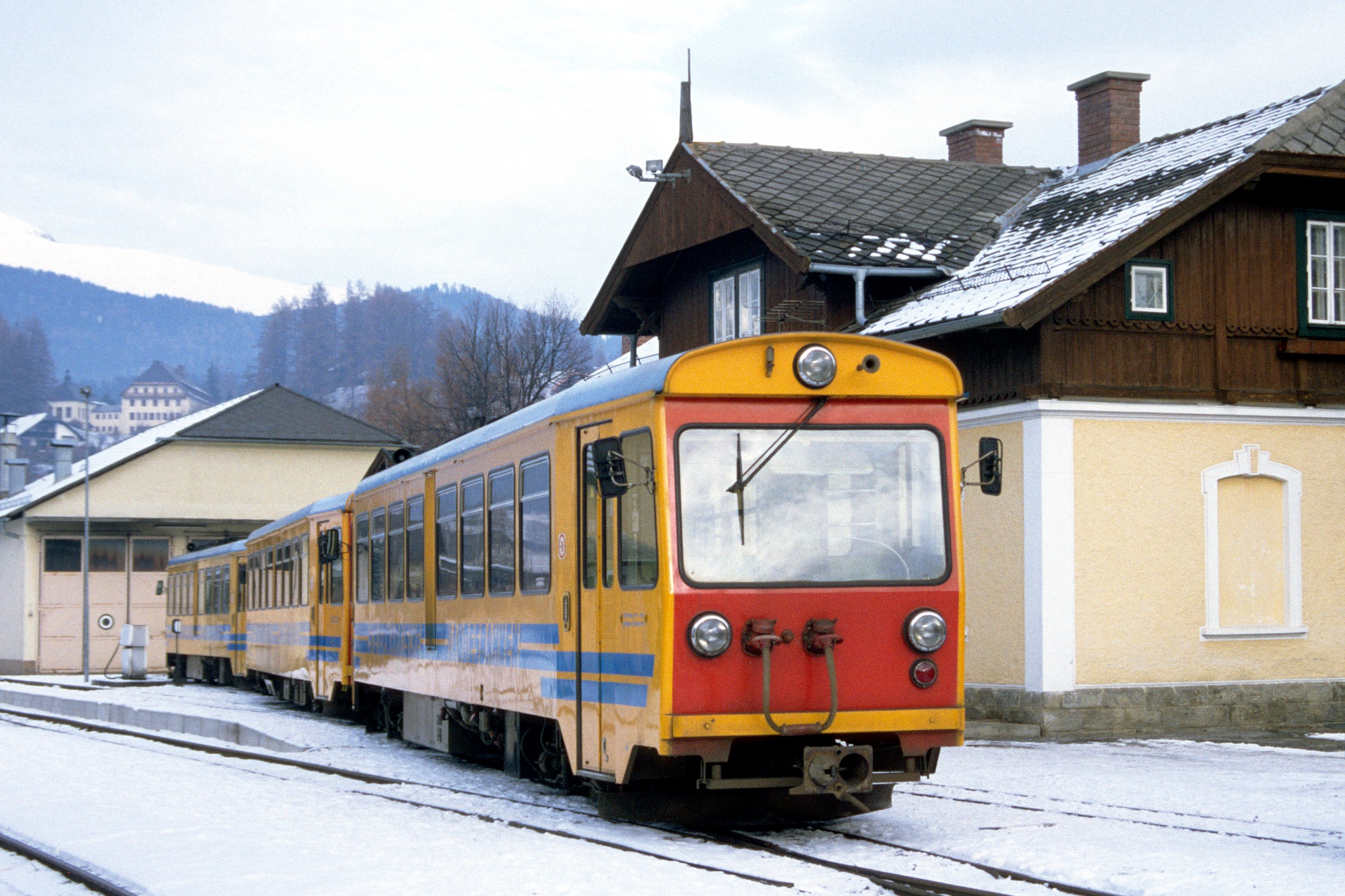
Tåg på Tamswegs station, 1993
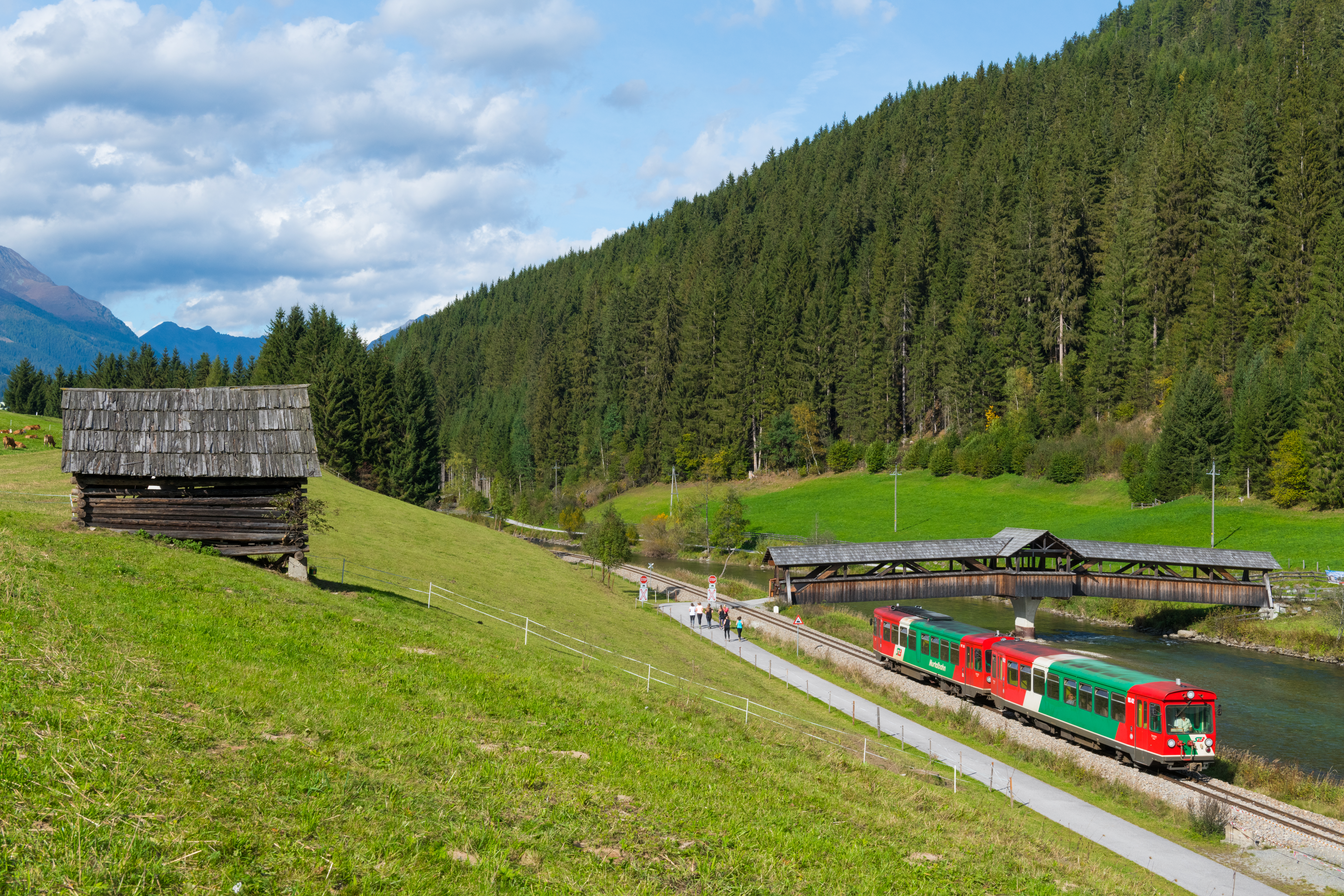
Rälsbuss mellan Tamsweg och Ramingstein, 2019